# سیارک ۷۰۷۵
سیارک ۷۰۷۵ (به انگلیسی: 7075 Sadovnichij، نامگذاری:1979SN4) هفت هزار و هفتاد و پنجمین سیارک کشف شده‌است که در ۲۴ سپتامبر ۱۹۷۹ کشف شد.
قدر مطلق سیارک برابر ۱۲٫۸۰ است.